# Ка д'Онофрио (Болоња)
Ка д'Онофрио је насеље у Италији у округу Болоња, региону Емилија-Ромања.
Према процени из 2011. у насељу је живело 60 становника. Насеље се налази на надморској висини од 381 м.